# Mislav Bezmalinović
Mislav Bezmalinović (Spalato, 11 maggio 1967 – Spalato, 31 agosto 2024) è stato un pallanuotista jugoslavo, vincitore di una medaglia d'oro ai giochi olimpici di Seul 1988.

## Biografia
Trascorse quasi tutta la sua carriera  nel Jadran Spalato, squadra della città di appartenenza, nella quale vinse due Euroleghe, l'ultima stagione si trasferì in Italia al Pescara dove concluse la carriera da giocatore vincendo la Coppa delle Coppe. Con la nazionale jugoslava vinse un oro alle olimpiadi e uno ai mondiali. Nel 1995 fu insignito con l'Ordine di Danica con il volto di Franjo Bučar ed è considerato il miglior giocatore della storia dello Jadran.

## Palmarès

### Trofei nazionali
- Campionato jugoslavo: 1

Jadran Spalato: 1991

### Trofei internazionali
- Eurolega: 2

Jadran Spalato: 1991-92, 1992-93
- Coppa COMEN: 1

Jadran Spalato: 1991